# Политика нулевой процентной ставки
Политика нулевой процентной ставки (англ. Zero interest rate policy, ZIRP) — макроэкономическая политика при очень низких процентных ставках, как например в Японии или США с 16 декабря 2008 года, и слабом экономическом росте.
При данной политике ЦБ устанавливает нулевую номинальную процентную ставку и не имеет возможности дальше снижать процентную ставку для увеличения денежного предложения и стимулирования заимствований. Эта политика тесно связана с проблемой ловушки ликвидности, когда номинальные процентные ставки не могут быть снижены из-за проблем с прозрачностью долгового рынка.

## Эффект
Когда монетарная политика работает на максимальном уровне государство должно использовать фискальную политику для создания новых рабочих мест. Фискальный мультипликатор государственных расходов имеет большее значение при нулевых процентных ставках, чем в случае, когда они выше нуля. В кейнсианской экономике мультипликатор выше единицы, что означает, что государственные расходы эффективно увеличивают ВВП. Майкл Вудфорд (англ. Michael Woodford), видный кейнсианец, считает, что в случае нулевых процентных ставок оптимальная политика правительства — увеличивать расходы с целью закрыть разрыв ВВП. 

## Последствия и перспективы
Так же возможен вариант когда придерживаясь такой политики, государство с помощью нулевой процентной ставки и увеличения расходов, насытит бизнес кредитами, он ускорит развитие экономики и облегчит закрытие в разрыве ВВП, таким образом поначалу это вызовет некоторую экономическую нестабильность, но потом это даст толчок к дальнейшему росту. Исходя из этого, все теории утверждающие о цикличности спадов и подъемов в экономике (например циклы Кондратьева) имеют под собой наглядную основу, то есть экономика сначала растет, потом достигнув пика роста резко падает, и чтобы выйти из этого «штопора» нужно разгонять экономику не популярными методами, как результат после этого опять начнется подъем который закончится очередным падением и так далее. Некоторые экономисты отмечают что каждый раз части такого цикла, становятся короче и происходят быстрее, и началось это все с так называемой революции цен XVI века, и может закончится глобальным, катастрофически мощным и сверхдолгим экономическим кризисом с дальнейшим созданием полностью сбалансированной сложной, продуманной, полностью без цикличной системы или возвращению назад в Средние Века.  

## Прочее
- Eggertsson, Gauti B.; Woodford, Michael. The Zero Bound on Interest Rates and Optimal Monetary Policy (англ.) // Brookings Papers on Economic Activity[англ.] : journal. — 2003. — Vol. 2003, no. 1. — P. 139—211. — doi:10.1353/eca.2003.0010. — JSTOR 1209148.